# Пакка, Бартоломео (младший)
Бартоломео Пакка младший (итал. Bartolomeo Pacca il Giovane; 25 февраля 1817, Беневенто, королевство Обеих Сицилий — 14 октября 1880, Гроттаферрата, королевство Италия) — итальянский куриальный кардинал. Внучатый племянник кардинала Бартоломео Пакки. Префект Апостольского дворца с 20 июня 1856 по 21 марта 1868. Префект Дома Его Святейшества с 21 марта 1868 по 17 сентября 1875. Кардинал in pectore с 15 марта по 17 сентября 1875. Кардинал-дьякон с 17 сентября 1875, с титулярной диаконией Санта-Мария-ин-Портика-Кампителли с 23 сентября 1875.  